# 林克維爾 (印地安納州)
林克維爾（英語：Linkville）是位於美國印地安納州馬歇爾縣的一個非建制地區。該地的面積和人口皆未知。